# Shahine El-Hamus
Pour les articles homonymes, voir Hamus (homonymie).
Shahine El-Hamus, né en 2000,,, est un acteur néerlandais.

## Filmographie

### Cinéma et téléfilms
- 2013 : Gods Lam : Zakaria
- 2016 : Flynn? : Boris
- 2016 : Mouna's Keuken (nl) : Mokhtar
- 2016 : A'dam - E.V.A. (nl) : Mingus
- 2017 : Het bestand (nl) : Kasper
- 2017 : Suspects : Dylan Bosman
- 2017 : Spring : Titus
- 2017 : Wolf : Le loup
- 2017 : Femme : David
- 2017 : Chimère : Milad
- 2017 : ELIAS : Elias
- 2019 : Vals : Stijn
- 2019 : The Promise of Pisa (en) : Sam